# Saint Sinner (film)
 (octobre 2022).
Si vous disposez d'ouvrages ou d'articles de référence ou si vous connaissez des sites web de qualité traitant du thème abordé ici, merci de compléter l'article en donnant les références utiles à sa vérifiabilité et en les liant à la section « Notes et références ».
Pour plus de détails, voir Fiche technique et Distribution.
Saint Sinner est un film américain réalisé par Joshua Butler et diffusé sur Syfy le 26 octobre 2002.

## Synopsis
En 1815, un moine, Tomas Alcala, relâche par mégarde deux succubes dans le monde, Munka et Nakir. Elles traversent les époques et  se retrouvent au XXIe siècle.
Tomas est choisi par Dieu pour retrouver les démones afin de sauver le monde de la destruction...

## Fiche technique
- Titre original : Saint Sinner
- Titre français : Saint Sinner
- Réalisateur : Joshua Butler
- Scénariste : Doris Egan et Hans Rodionoff d'après une histoire de Clive Barker
- Musique : Christopher Lennertz
- Photographe : Barry Donlevy
- Montage : Sean Albertson
- Création des décors : Eric Norlin
- Direction artistique : Don Macaulay
- Création des costumes : Terri Bardon
- Maquillages spéciaux : Mike Fields, Céline Godeau et Leanne Rae Podavin
- Supervision des effets visuels : Brian Wade
- Producteur : Oscar Luis Costo
- Coproducteur : Joe Daley
- Productrice associée : Judith Craig Marlin
- Producteur exécutif : Clive Barker
- Sociétés de production : Seraphim Films, USA Cable Entertainment et Via Genesis Productions
- Société de distribution : Universal Home Vidéo
- Ratio écran : 1,33:1
- Image : Couleurs
- Son : DTS
- Pays :  États-Unis
- Langue : anglais
- Genre : Fantastique et horreur
- Durée : 90 minutes
- Année de sortie : 2002 aux  États-Unis

## Distribution
- Greg Serano : Tomas Alcala
- Gina Ravera : Rachel Dressler
- Mary Mara : Munkar
- Rebecca Harrell Tickell : Nakir
- Art Hindle : Morgan Rand
- Antonio Cupo : Frère Gregory
- Jay Brazeau : Abbott
- William B. Davis : Frère Michael
- Linda Darlow : Sœur Stephen
- Simon Wong : Wade